# Petronije Maksim
Petronije Maksim (lat. Flavius Ancius Petronius Maximus, Flavije Ancije Petronije Maksim), (?, 396. – Rim, 31. svibnja 455.), zapadnorimski car od 16. ožujka 455. do svoje smrti. Nije ga priznavao istočnorimski car, pa ga se smatra uzurpatorom. Vladao je Rimom uoči vandalske pljačke nekadašnje prijestolnice Carstva 455. godine.

## Životopis
Petronije Maksim je bio bogati senator i patricij, koji je više puta bio na važnim položajima (konzul 443. i 443., dva puta pretorijanski prefekt (lat.: praefectus praetorio) za Italiju). Nasljedio je carsko prijestolje nakon smrti Valentinijana III., posljednjeg člana Teodozijeve dinastije, kojega je najvjerojatnije dao ubiti, a moguće je da je bio odgovoran i za smrt glavnog vojnog zapovjednika (magister militum) Flavija Aecija. Kako bi osigurao carski položaj, prisilio je Valentinijanovu udovicu, Liciniju Eudoksiju, na udaju. Također, prisilio je i Eudoksijinu kćerku, koja je bila zarućena za sina vandalskog kralja Gajzerika, da se uda za njegova sina.
Odmah po dolasku na prijestolje, imenovao je patricija Avita novim vojnim zapovjednikom (magister militum) i poslao ga u Galiju da osigura podršku Vizigota i Rimljana. Vandalski kralj je na vijest o udaji napao i opljačkao grad Rim, a cara Petronija Maksima ubili su ogorčeni građani prilikom njegova pokušaja bijega iz grada.